# Сражение при Суакине
Сражение при Суакине (англ. Battle of Suakin) или сражение при Гемайзе — битва во время восстания махдистов, произошедшая 20 декабря 1888 года в восточном Судане между британскими войсками под командованием генерала Гренфелла и силами махдистов во главе с Османом Динья. 

## Предыстория
После неудавшейся попытки спасения Гордона и отмене экспедиции 1886 года Великобритания воздерживалась от дальнейших попыток проникновения в махдистский Судан, ограничившись удержанием нескольких баз. Оккупированными остались только Суакин, порт возле Красного моря, усиленный индийскими колониальными войсками, и Вади-Хальфа недалеко от египетской границы. В августе 1886 года полковник Горацио Герберт Китченер стал генерал-губернатором Восточного Судана и комендантом гарнизона Суакина. В свою очередь, Осман Динья, последователь Махди, подчинив местные племена, в 1887 году начал осаду города. Солдаты Китченера укрепили базу, контратаковали и смогли прекратить осаду, но блокада продолжалась. 
Основные силы дервишей (так британцы называли махдистов) располагались в Хандубе, откуда они отправляли своих людей на дежурство в траншеи, окружавшие Суакин. Окопы махдистов располагались в 800–1000 ярдах к юго-западу от водных фортов Гемайзе и Шаата, и они постоянно вели артиллерийский огонь из траншей. Эта тактика продолжалась каждую ночь. 
Генерал Гренфелл, прибывший из Каира в Суакин в качестве командующего, получил от британского правительства приказ взять арабские траншеи и отбросить противника подальше от позиций вокруг Суакина. В результате прибытия подкреплений в начале декабря 1888 года численность гарнизона достигла 750 британских, 2000 суданских и 2000 египетских солдат. Гренфелл решил атаковать противника на северном фланге, в то же время предстояло провести ложную атаку на южном фланге. Была также организована полная система сигнализации между штабами, отрядами, фортами и военными кораблями, стоявшими в заливе.

## Ход сражения
20 декабря, в соответствии с планом, в 6 часов утра по всей линии был начат энергичный артиллерийский огонь. Военный корабль  «Рейсер», стоявший между Суакином и Карантинным островом, также открыл огонь по окопам противника. 
В 6:30 утра войска, семь батальонов, выступив, заняли позицию между городом и редутом «Н», а затем во главе с конными отрядами двинулись вверх по хору, высохшему руслу реки, который скрывал передвижение, и достигли крайнего северного фланга траншей противника. Махдисты открыли огонь, но британцы, продвигаясь последовательными быстрыми рывками, вскоре достигли траншей и захватили их в штыковой атаке. Затем англичане стали продвигаться с севера, очищая всю линию траншей и нанося значительные потери противнику, который полностью отступал к Хандубу.
В это время выдвинувшаяся конная артиллерийская батарея обстреляла редут противника на южном фланге, который затем был атакован двумя ротами Валлийского полка и двумя ротами 3-го египетского батальона. Наступление английских войск поддерживала 64-фунтовая морская пушка и батарея картечниц Норденфельда.
Попытка махдистов обойти правый фланг своей конницей была остановлена 20-м гусарским полком, который, атаковав, её рассеял и оттеснил к Хашину. Позиция противника была полностью занята, и в 8 часов утра прозвучал сигнал прекратить огонь. Однако кавалерия и конная пехота продолжали преследовать отступающего противника на некоторое расстояние.

## Результаты
Так как приказ правительства запрещал наступать на Османа Динью в Хандубе, войска остались на занятых позициях, которые постарались укрепить. Были построены три новых форта на расстоянии, не позволявшем махдистам обстреливать Суакин. 4 января 1889 года Ф. Гренфелл выехал из Суакина в Каир, оставив полковника Китченера командовать войсками.
Это было первое сражение, в котором батальоны египетской армии, входившие в состав бригады Китченера, сыграли значительную роль после их реформирования британцами. Они хорошо проявили себя в сражении, укрепив репутацию как реформированной египетской армии, так и Китченера.